# Rohanee Cox
Rohanee Cox, née le 23 août 1980, est une joueuse australienne de basket-ball.

## Club
- 1996-1998 :  AIS
- 1998-2000 :  Perth Lynx
- 2002-2003 :  Perth Lynx
- 2005-.. :  Townsville Fire
- 2012-2013 :  Sydney Uni Flames

## Palmarès

### Sélection nationale
- Jeux olympiques d'été
  -  Médaille d'argent aux Jeux olympiques de 2008 à Pékin,  Chine
- Compétition de jeunes
  -  Médaille d'argent des championnats du monde junior 1997